# Asphondylia pilosa
Asphondylia pilosa är en tvåvingeart som beskrevs av Gagne 1990. Asphondylia pilosa ingår i släktet Asphondylia och familjen gallmyggor.
Artens utbredningsområde är Arizona. Inga underarter finns listade i Catalogue of Life.